# Narkolepsja
Narkolepsja (ang. narcolepsy od gr. nárke – odrętwienie, kurcz oraz gr. lêpsis – napad) – rzadkie zaburzenie snu, objawiające się przede wszystkim nadmierną sennością w ciągu dnia i napadami snu oraz epizodami nagłej utraty napięcia mięśniowego (katapleksją). Osoby z narkolepsją doświadczają również porażenia przysennego i halucynacji (omamów) podczas budzenia się i zasypiania. Przebieg choroby jest przewlekły, stosuje się leczenie objawowe.

## Objawy i przebieg
Klasyczna tetrada objawów: nadmierna senność w ciągu dnia i napady snu, katapleksja, porażenie przysenne oraz omamy hipnagogiczne i omamy hipnopompiczne występuje u nielicznych pacjentów. Poza napadami senności, najczęściej występującym objawem jest katapleksja przy zachowanej świadomości (70–90%), w dalszej kolejności porażenie przysenne (30–50%) i omamy hipnagogiczne (20–40%). U części pacjentów występują także epizody automatycznego wykonywania prostych czynności, po których następują przebudzenie oraz niepamięć obejmująca okres wykonywania danych czynności. Pacjenci z narkolepsją często miewają także koszmary i niespokojny, przerywany sen.

## Epidemiologia
Szacuje się, że rozpowszechnienie narkolepsji w populacji ogólnej wynosi 0,03–0,16%. Choroba występuje równie często u kobiet i mężczyzn. Pierwsze objawy zwykle ujawniają się w okresie dojrzewania lub wczesnej dorosłości. Przebieg choroby jest przewlekły. Przeciętnie mija 10 do 15 lat, zanim zostaje ustalona prawidłowa diagnoza. W związku z trudnościami diagnostycznymi, dane epidemiologiczne dotyczące narkolepsji mają jedynie szacunkowy charakter.

## Etiopatogeneza

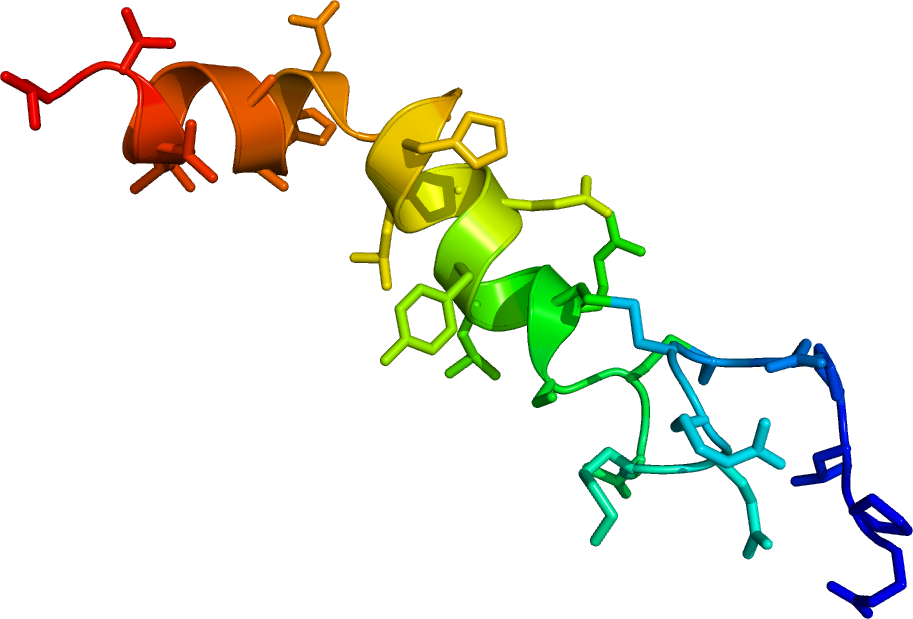
Ilustracja przedstawiająca budowę chemiczną hipokretyny, której deficyt wiąże się z występowaniem narkolepsji

Przyczyny narkolepsji nie są w pełni poznane. Zakłada się, że za predyspozycje do narkolepsji odpowiada mutacja genu kodującego antygen HLA znajdującego się na chromosomie 6. U osób z ową predyspozycją, układ odpornościowy w wyniku nieprawidłowej reakcji autoimmunologicznej – prawdopodobnie zainicjowanej przez czynnik infekcyjny, taki jak wirus – może zaatakować neurony, które wytwarzają hipokretynę, zwaną także oreksyną. Hipokretyna jest peptydem odpowiedzialnym za podtrzymywanie stanu czuwania. Zniszczenie neuronów ją wytwarzających prowadzi do pojawiania się u pacjentów snu REM w nieodpowiednich momentach tj. podczas okresu czuwania, zamiast, jak ma to miejsce u osób zdrowych, po około 90 minutach snu NREM. Hipoteza ta znajduje potwierdzenie w badaniach poziomu hipokretyny w płynie mózgowo-rdzeniowym, który jest istotnie niższy u większości pacjentów z narkolepsją, niż u osób zdrowych. Innymi istotnymi dla wystąpienia narkolepsji czynnikami mogą być także urazy ośrodkowego układu nerwowego oraz niski poziom histaminy, która także uczestniczy w podtrzymywaniu stanu czuwania.

## Leczenie
Leczenie narkolepsji jest objawowe. Ze względu na nieznaną etiologię nie istnieje leczenie przyczynowe. Zmniejszenie nadmiernej senności osiąga się poprzez zastosowanie leków stymulujących ośrodkowy układ nerwowy takich jak metylofenidat, modafinil, dekstroamfetamina lub promujących czuwanie (selegilina). W leczeniu katapleksji skuteczne są leki przeciwdepresyjne: klomipramina, imipramina, amitryptylina, fluoksetyna, wenlafaksyna. W leczeniu ciężkich postaci narkolepsji zastosowanie znajduje γ-hydroksymaślan sodu (preparat Xyrem, zarejestrowany do leczenia narkolepsji przez FDA).
Zaleca się także utrzymywanie regularnego rytmu snu i czuwania, z dodatkowymi krótkimi (około 15 minut) drzemkami w ciągu dnia, unikanie alkoholu i innych używek, regularny wysiłek fizyczny.

## Historia
Choroba została opisana po raz pierwszy w 1877 roku przez Carla Westphala i w 1880 roku przez Jeana-Baptiste-Édouarda Gélineau. Gélineau wprowadził stosowaną do dziś nazwę schorzenia. Obydwa opisy są oceniane współcześnie jako klasyczne opisy prawdziwych przypadków tej choroby. W 1902 roku Löwenfeld poparł przypuszczenie Gélineau, że narkolepsja jest odrębną jednostką nozologiczną.